# Moutwijn
Moutwijn of Bestnat is sterkedrank die is verkregen door keteldistillatie van uit graan afkomstige alcohol.
Moutwijn wordt vanouds geproduceerd in een branderij. Het is een halfproduct met 46,5 % alcohol dat de basis vormt voor dranken met een hoog alcoholpercentage:
- Jenever wordt gemaakt door moutwijn met een mengsel van vooral jeneverbessen op smaak te brengen.
- Whisky wordt gemaakt door moutwijn minstens drie jaar op eikenhouten vaten te lageren.

Moutwijn wordt zelden onder die naam verkocht, het is immers een halfproduct. Meestal gaat hierbij om speciale jenever uit 100% moutwijn.

## Branderij
Basisgrondstoffen van moutwijn zijn gerst, rogge of maïs.
In het begin van de negentiende eeuw werd er ook aardappel voor gebruikt. In 1840 stonden er 17 branderijen in de Groninger Veenkoloniën.
De grondstof wordt in de branderij tot mout verwerkt, waardoor enzymen vrijkomen die zetmeel in suikers omzetten. De mout wordt daarna vermengd met water en de zetmeelrijke ingrediënten maïs en rogge, eventueel aardappelen. Het aldus verkregen mengsel wordt vervolgens met gist vermengd. De mout-enzymen zetten zetmeel om in suikers; de gist zet de suikers om in alcohol. De alcoholrijke substantie die zo ontstaat, kan nu worden gedistilleerd.
Na de eerste distillatie ontstaat het zogenaamde ruwnat (alcoholpercentage: circa 20%). Het residu dat na deze distillatie in de ketel achterblijft heet spoeling. (Het verkopen van deze spoeling als veevoer maakte de productie van moutwijn relatief goedkoop.) Distillatie van het ruwnat levert vervolgens enkelnat (circa 30%) op. Het resultaat van de derde distillatie heet bestnat of moutwijn (46,5%).

## Moutwijn versus ethanol
Sinds de uitvinding van de kolomdistillatie wordt voor het produceren van sterke dranken naast moutwijn ook industrieel geproduceerde ethanol gebruikt. Die is weliswaar goedkoper, maar levert geen bijdrage aan de smaak. Afhankelijk van de hoeveelheid gebruikte moutwijn heeft jenever tegenwoordig namen als jonge jenever (maximaal 15% moutwijn), oude jenever (minimaal 15% moutwijn) of korenwijn (minimaal 51% moutwijn).
Bij whisky wordt onderscheid gemaakt tussen malt whisky (op basis van alleen gerstemout), grain whisky (waarin ook andere of ongemoute graansoorten verwerkt zijn) en blended whisky (een mengsel van verschillende malt of grain whisky's).